# WSU Mezőgazdasági, Humán és Természetierőforrás-tudományi Főiskola
A Washingtoni Állami Egyetem Mezőgazdasági, Humán és Természetierőforrás-tudományi Főiskolája az intézmény pullmani campusán működik. Az iskolát 1892. január 13-án alapították Washingtoni Mezőgazdasági Főiskola és Tudományos Iskola néven. Az intézménynek Washington állam teljes területén vannak kirendeltségei, emellett alma- és szőlőtermesztéssel, valamint genetikával is foglalkozik.

## Oktatás

### Tanszékek
Az iskola az alábbi tanszékekből áll:
- Állattudományi Tanszék
- Terméktervezési Tanszék
- Biomérnöki Rendszerek Tanszék
- Közösségi és Gazdasági Fejlesztés Tanszéke
- Termés- és Talajtudományi Tanszék
- Rovartani Tanszék
- Kertészeti Tanszék
- Emberi Fejlődés Tanszéke
- Biokémiai Intézet
- Növénykórtani Tanszék
- Környezeti Iskola
- Gazdaságtudományi Iskola
- Ételtudományi Iskola
- Ételtudományi Iskola (Idahói Egyetem)
- Ifjúsági- és Családi Programok (WSU Extension)

### Kutatóintézetek
Az iskola kutatóintézetei az alábbiak:
- Mount Vernon-i Északnyugati Kutató és Bővítési Központ
- Prosser Öntözési Kutató és Bővítési Központ
- Puyallup Kutató és Bővítési Központ
- Wenatchee Gyümölcsfakutató és Bővítési Központ

## Fordítás
Ez a szócikk részben vagy egészben  a   Washington State University College of Agricultural, Human, and Natural Resource Sciences című angol Wikipédia-szócikk ezen változatának fordításán alapul.  Az eredeti cikk szerkesztőit annak laptörténete sorolja fel. Ez a jelzés csupán a megfogalmazás eredetét és a szerzői jogokat jelzi, nem szolgál a cikkben szereplő információk forrásmegjelöléseként.